# Igor Gouzenko
Igor Gouzenko, noto anche con lo pseudonimo di George Brown (in russo Игорь Сергеевич Гузе́нко?, Igor Sergeevič Guzenko, in ucraino Игорь Сергійович Гузенко?, Ihor' Serhijovyč Huzenko; Dmitrov, 26 gennaio 1919 – Mississauga, 25 giugno 1982), è stato un funzionario sovietico, impiegato alla cifratura nell'ambasciata sovietica in Canada a Ottawa, in Ontario, e tenente della direzione principale dell'intelligence sovietica (GRU). Disertò il 5 settembre 1945, tre giorni dopo la fine della seconda guerra mondiale, con 109 documenti sulle attività di spionaggio dell'URSS in Occidente. In risposta, il primo ministro canadese, Mackenzie King, costituì una commissione reale per indagare sullo spionaggio in Canada. Gouzenko rese pubblici gli sforzi dell'intelligence sovietica per rubare i segreti nucleari così come la tecnica di piazzare agenti dormienti.
L'"Affare Gouzenko" è spesso accreditato come un evento scatenante della Guerra fredda; lo storico Jack Granatstein afferma infatti che fu "l'inizio della Guerra Fredda per l'opinione pubblica" e il giornalista Robert Fulford scrive di essere "assolutamente certo che la Guerra Fredda è iniziata a Ottawa". Granville Hicks scrisse che le azioni di Gouzenko avevano "risvegliato il popolo del Nord America alla grandezza e al pericolo dello spionaggio sovietico".

## Biografia
Igor Gouzenko nacque il 26 gennaio 1919 nel villaggio di Rogačev vicino a Dmitrov, Governatorato di Mosca (ora Oblast' di Mosca), 100 chilometri a nord-ovest di Mosca. Era di origine ucraina, il più giovane di quattro figli. Il fratello maggiore (anche lui di nome Igor: Gouzenko era stato chiamato così in suo ricordo), nato nel 1917, morì a un anno di malnutrizione. Suo padre combatté nella guerra civile russa dalla parte dei bolscevichi, morendo prematuramente di tifo. Sua madre era un'insegnante di matematica a scuola. Di fronte alla prospettiva che anche il suo secondo figlio morisse di fame, la madre di Gouzenko decise di affidarlo alle cure di sua madre, Ekaterina A. Filkova, nel villaggio di Semion, Oblast di Ryazan, dove visse per sette anni. Successivamente la madre portò Igor dai suoi parenti a Rostov sul Don e trovò lavoro nel villaggio di Verkhne-Spasskoe, dopodiché si trasferì a Mosca, e qualche tempo dopo portò con sé anche il figlio. Igor Gouzenko frequentò la quinta elementare nella scuola intitolata a Maxim Gorky vicino alla fabbrica automobilistica n. 2 Zavod Imeni Stalina.
Gouzenko trascorse molto tempo nella Biblioteca Lenin, dove si preparò per l'ammissione all'università e poi entrò all'Istituto di architettura di Mosca. Mentre era all'istituto incontrò la sua futura moglie Svetlana (Anna) Borisovna Gouseva nella Biblioteca Lenin; la coppia si sposò quasi subito. Svetlana nacque il 25 dicembre 1923 a Samarcanda in una famiglia di ingegneri civili. Il padre di Anna era un costruttore della metropolitana di Mosca.
Per il suo alto rendimento scolastico, fu inviato all'Accademia di ingegneria militare intitolata a Valerian Kuybyshev, dove fu addestrato per un anno come impiegato di cifratura, diplomandosi con il grado di tenente. All'inizio della seconda guerra mondiale fu arruolato nell'Armata Rossa. Prestò servizio nell'apparato centrale del GRU (aprile 1942 - estate 1943). La sua posizione gli permise di conoscere le attività di spionaggio sovietico in Occidente. Gouzenko lavorava sotto la guida del colonnello Nikolai Zabotin.

### In Canada. Defezione

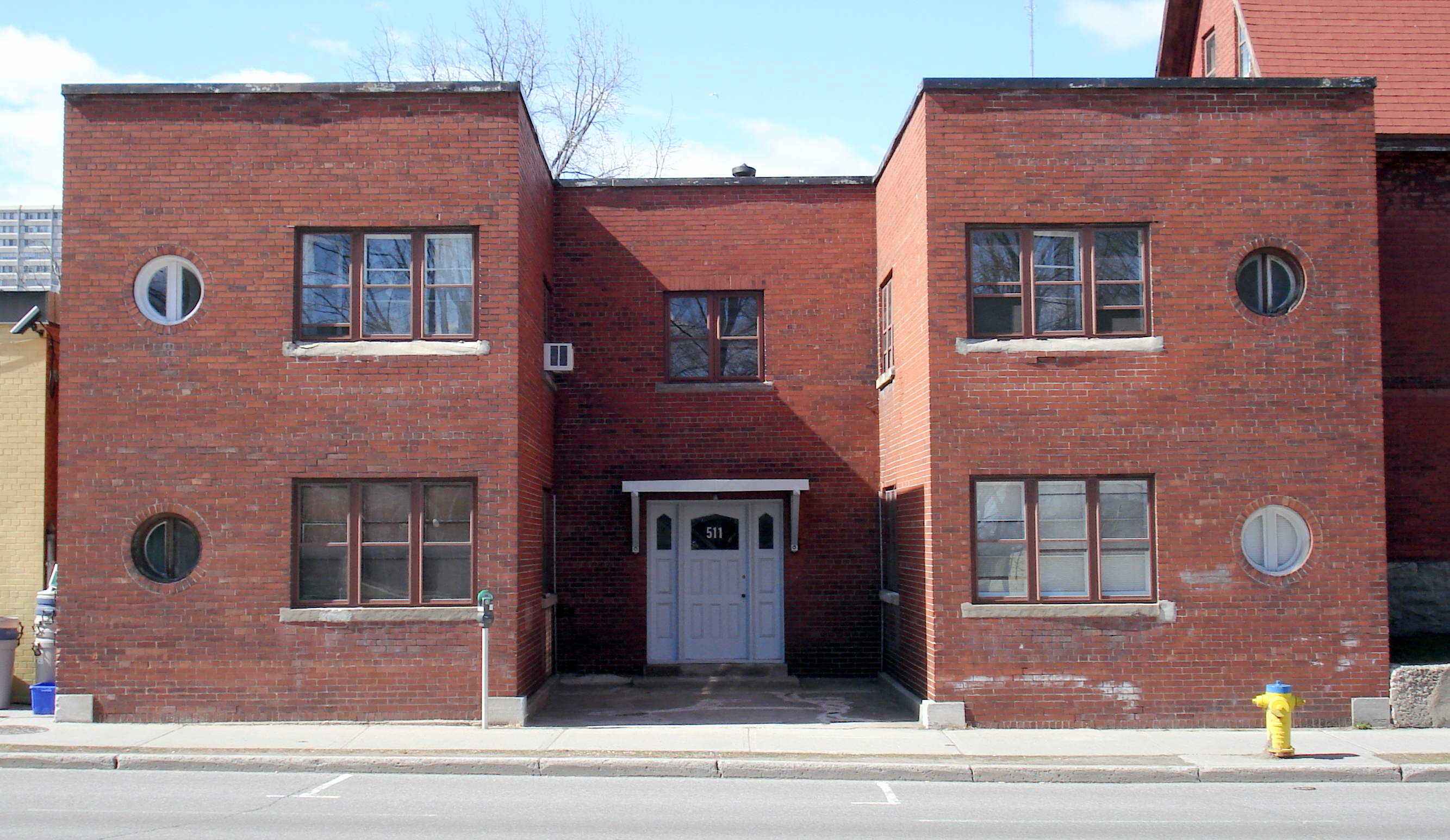
L'appartamento di Gouzenko in Somerset Street (in alto a destra, affacciato sulla strada) nel 2007

Nel giugno 1943 Gouzenko arrivò a Ottawa, in Canada, per lavorare presso l'ambasciata sovietica, la sua prima missione all'estero. In ottobre la moglie incinta lo raggiunse, non parlava inglese. In seguito Svetlana pubblicò un libro sui suoi primi anni di vita, Before Igor: Memories of My Soviet Youth. Alla famiglia di Gouzenko fu data l'insolita opportunità di vivere fuori dal complesso dell'ambasciata dove viveva la maggior parte delle famiglie del personale, in un appartamento in città con famiglie canadesi.  Nel settembre 1944, Gouzenko venne a sapere che lui e la sua famiglia erano stati richiamati in Unione Sovietica. Il suo supervisore, Zabotin, riuscì a ottenere una dilazione. Non volendo tornare in Unione Sovietica, insoddisfatto della qualità della vita e delle politiche dell'Unione Sovietica, decise di disertare. Come esempio delle libertà che Gouzenko avrebbe ricordato nella sua testimonianza vi erano le elezioni in Canada del 1945, mentre in URSS, secondo lui, non c'erano libere elezioni e si doveva scegliere tra un solo candidato. Il 5 settembre 1945, tre giorni dopo la fine della seconda guerra mondiale, il 26enne Gouzenko uscì dall'ambasciata portando una valigetta con libri in codice sovietici e materiali di decrittazione, per un totale di 109 documenti.
Gouzenko ricorda che prima voleva andare alla Royal Canadian Mounted Police (RCMP) perché sapeva che lì non c'erano agenti militari sovietici, ma non era sicuro che non ci fossero agenti dell'NKVD. Poi si recò al quotidiano Ottawa Journal, ma quando raggiunse il caporedattore esitò a fare una dichiarazione. Quando tornò più tardi, il caporedattore non era più al lavoro, e il direttore notturno del giornale non osava assumersi la responsabilità di raccogliere le sue dichiarazioni, e gli suggerì di andare al Dipartimento di Giustizia, ma nessuno era in servizio quando arrivò lì.
La mattina dopo tornò con la moglie e il figlio al Dipartimento di Giustizia e chiese di vedere il ministro; dopo aver atteso diverse ore gli fu negato un appuntamento. Quindi tornò al giornale e parlò con la giornalista Elizabeth Fraser, che gli consigliò di contattare l'ufficio di naturalizzazione. Lo stesso giorno Gouzenko fece domanda per la cittadinanza canadese.
A mezzogiorno del giorno successivo, il governo canadese venne a conoscenza di Gouzenko e il 6 settembre il primo ministro canadese William Lyon Mackenzie King fu informato dell'incidente, cosa che in seguito lo portò a convocare una commissione reale per indagare sullo spionaggio in Canada. Terrorizzato dal fatto che i sovietici avessero scoperto il suo doppio gioco, Gousenko tornò nel suo appartamento al 511 di Somerset Street West e nascose per la notte la sua famiglia nell'appartamento dall'altra parte del corridoio. Poco prima di mezzanotte, quattro uomini dell'ambasciata sovietica (Pavlov, Rogov, Angelov e Farafontov) fecero irruzione nell'appartamento in Somerset Street alla ricerca di Gouzenko e dei suoi documenti. La polizia di Ottawa giunse rapidamente, seguita dall'RCMP e da funzionari del Dipartimento canadese per gli affari internazionali.
Il giorno successivo Gouzenko riuscì a trovare contatti nell'RCMP disposti a esaminare i documenti che aveva sottratto all'ambasciata sovietica. Gouzenko fu trasportato dall'RCMP al "Campo X" segreto della seconda guerra mondiale, abbastanza distante da Ottawa. Mentre era lì, Gouzenko fu intervistato da investigatori del servizio di sicurezza interna britannico, MI5 (piuttosto che MI6, poiché il Canada era all'interno del Commonwealth britannico) e da investigatori del Federal Bureau of Investigation degli Stati Uniti.

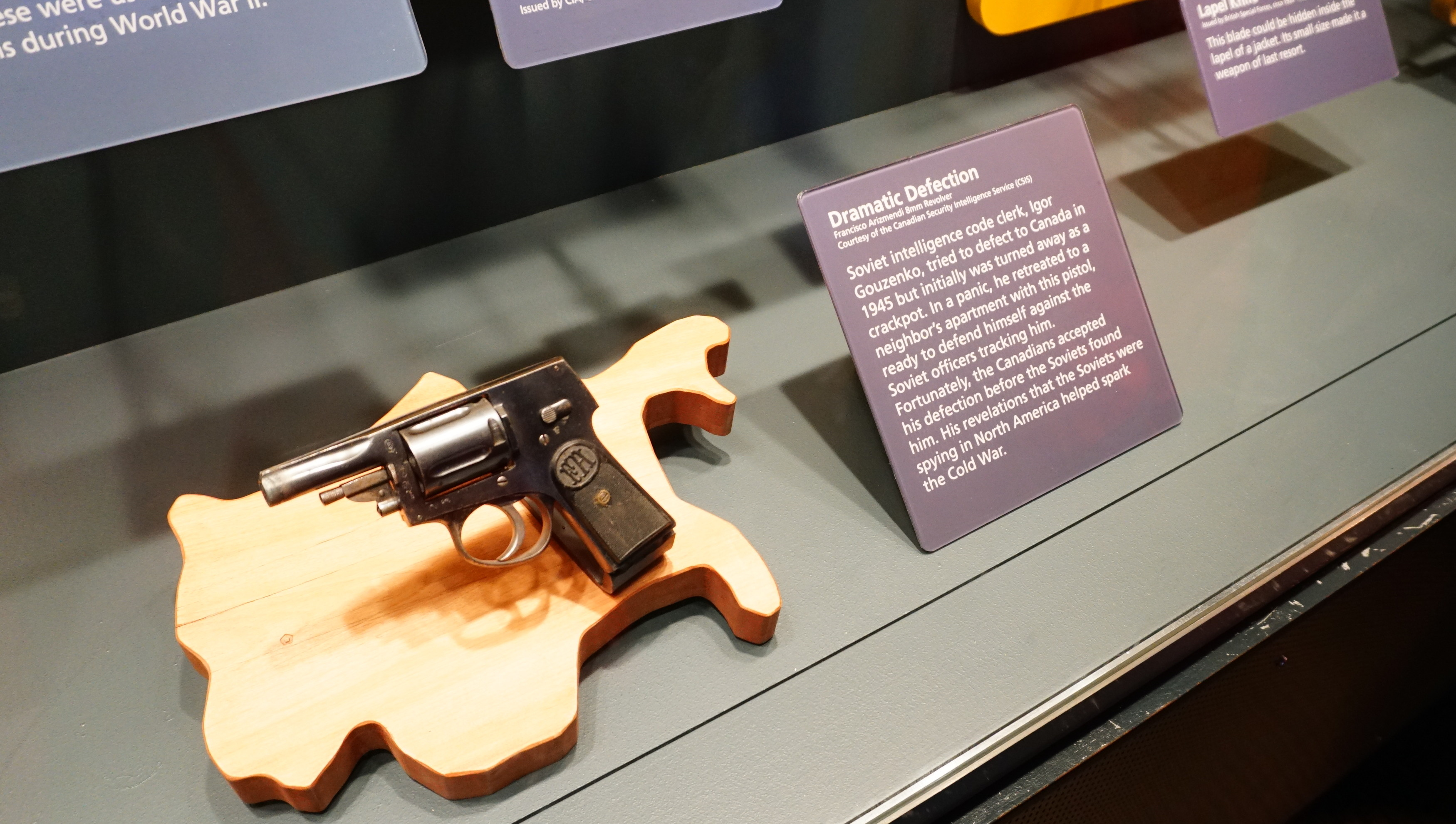
La pistola di Igor Gouzenko, la portava con sé quando era nascosto nell'appartamento del vicino (in mostra all'"International Spy Museum" a Washington)

I documenti rivelano che King,  allora settantenne e stanco di sei anni di leadership durante la guerra, rimase sbalordito quando Norman Robertson, il suo sottosegretario per gli affari esteri, e il suo assistente, HH Wrong, lo informarono la mattina del 6 settembre 1945 che era accaduta una "cosa terribile": Gouzenko e sua moglie Svetlana si erano presentati nell'ufficio del ministro della Giustizia Louis St. Laurent con documenti che smascheravano lo spionaggio sovietico sul suolo canadese. "Era come una bomba in cima a tutto il resto", scrisse King.  Anche con Gouzenko nascosto e sotto la protezione dell'RCMP, King spinse tuttavia per una soluzione diplomatica per evitare di sconvolgere l'Unione Sovietica, ancora un alleato in tempo di guerra e un apparente amico. Robertson disse al Primo Ministro che Gouzenko stava minacciando il suicidio, ma King era fermamente convinto che il suo governo non fosse coinvolto, anche se Gouzenko fosse stato arrestato dalle autorità sovietiche. Robertson ignorò i desideri di King e autorizzò la concessione dell'asilo a Gouzenko e alla sua famiglia, sulla base del fatto che le loro vite erano in pericolo.

### Ramificazioni della defezione
Nel febbraio 1946 si diffuse la notizia che una rete di spie canadesi sotto il controllo dell'Unione Sovietica aveva passato informazioni riservate al governo sovietico.  Il Canada aveva svolto un ruolo importante nelle prime ricerche sulla tecnologia delle bombe nucleari, essendo parte del Progetto Manhattan in tempo di guerra insieme a Stati Uniti e Regno Unito. Quel tipo di informazioni vitali avrebbe potuto essere pericoloso per gli interessi canadesi nelle mani di altre nazioni.
La defezione di Gouzenko, scrissero vari giornali, "inaugurò l'era moderna dell'intelligence di sicurezza canadese". Le prove fornite da Gouzenko portarono all'arresto di un certo numero di sospetti,  tra cui Agatha Chapman, il cui appartamento al 282 di Somerset Street West era sede di uno degli appuntamenti serali preferiti. Tra gli arrestati ci furono Fred Rose, unico membro comunista del parlamento nella Camera dei Comuni canadese; Sam Carr, organizzatore nazionale del Partito Comunista; e lo scienziato Raymond Boyer. La Chapman fu successivamente assolta.
Una commissione reale d'inchiesta per indagare sullo spionaggio, guidata dai giudici Robert Taschereau e Roy Kellock, fu condotta sull'affare Gouzenko e sulle sue prove di un giro di spie sovietiche in Canada. Mise in allerta altri paesi in tutto il mondo, come gli Stati Uniti e il Regno Unito, dato che gli agenti sovietici si erano quasi certamente infiltrati anche nelle loro nazioni.
I documenti che Gouzenko consegnò consentirono di arrestare numerosi canadesi che stavano spiando per conto dell'Unione Sovietica: tra di loro, un impiegato degli affari esteri, un capitano dell'esercito canadese e un ingegnere radar che lavorava presso il Consiglio nazionale delle ricerche. Fu anche smascherato il giro di spie che faceva capo a Fred Rose. Nel Regno Unito, nel marzo 1946, fu arrestato lo scienziato nucleare britannico Alan Nunn May, implicato nei documenti di Gouzenko. Negli Stati Uniti l'FBI rintracciò una spia sovietica, Ignacy Witczak, presso la University of Southern California (USC) di Los Angeles.

### Sorte dei parenti
La madre di Gouzenko morì nella prigione dell'NKVD alla Lubjanka sotto inchiesta. Gouzenko riteneva che anche sua sorella Irina, architetto, fosse morta a causa della sua defezione. Tuttavia, secondo i documenti del 1956, si era sposata e aveva vissuto a Čeljabinsk. Anche il fratello Vsevolod, che Igor credeva disperso in guerra, era in quella città. Il padre, la madre e la sorella di Svetlana Gouzenko avevano ricevuto ciascuno cinque anni di carcere. La figlia della sorella, Tatiana, era stata mandata in un orfanotrofio.

### La vita in Canada
Gouzenko e la sua famiglia ricevettero un'altra identità dal governo canadese per paura di rappresaglie sovietiche. Gouzenko, come stabilito dal governo canadese, visse il resto della sua vita sotto il falso nome di George Brown. Poco si conosce della sua vita in seguito, ma si sa che lui e sua moglie si stabilirono in un'abitazione borghese nel sobborgo di Mississauga a Port Credit e crebbero otto figli, tutti nati in Canada. I figli pensavano che la lingua parlata dai genitori in casa fosse il ceco e difatti sostenevano la Cecoslovacchia nelle partite di hockey: appresero la verità sulla storia della loro famiglia solo all'età di 16-18 anni.
Gouzenko rimase sotto gli occhi del pubblico perché scrisse due libri, This Was My Choice, un resoconto di saggistica della sua defezione, e il romanzo The Fall of a Titan, che vinse un Governor General's Award nel 1954. Nel 1955 il professor Eugene Hudson Long e lo scrittore Gerald Warner Brace nominarono il romanzo per il Premio Nobel per la letteratura. Gouzenko dipinse e vendette anche quadri e apparse in televisione per promuovere i suoi libri e trasmettere rimostranze con l'RCMP, sempre con un cappuccio sopra la testa.

### Morte

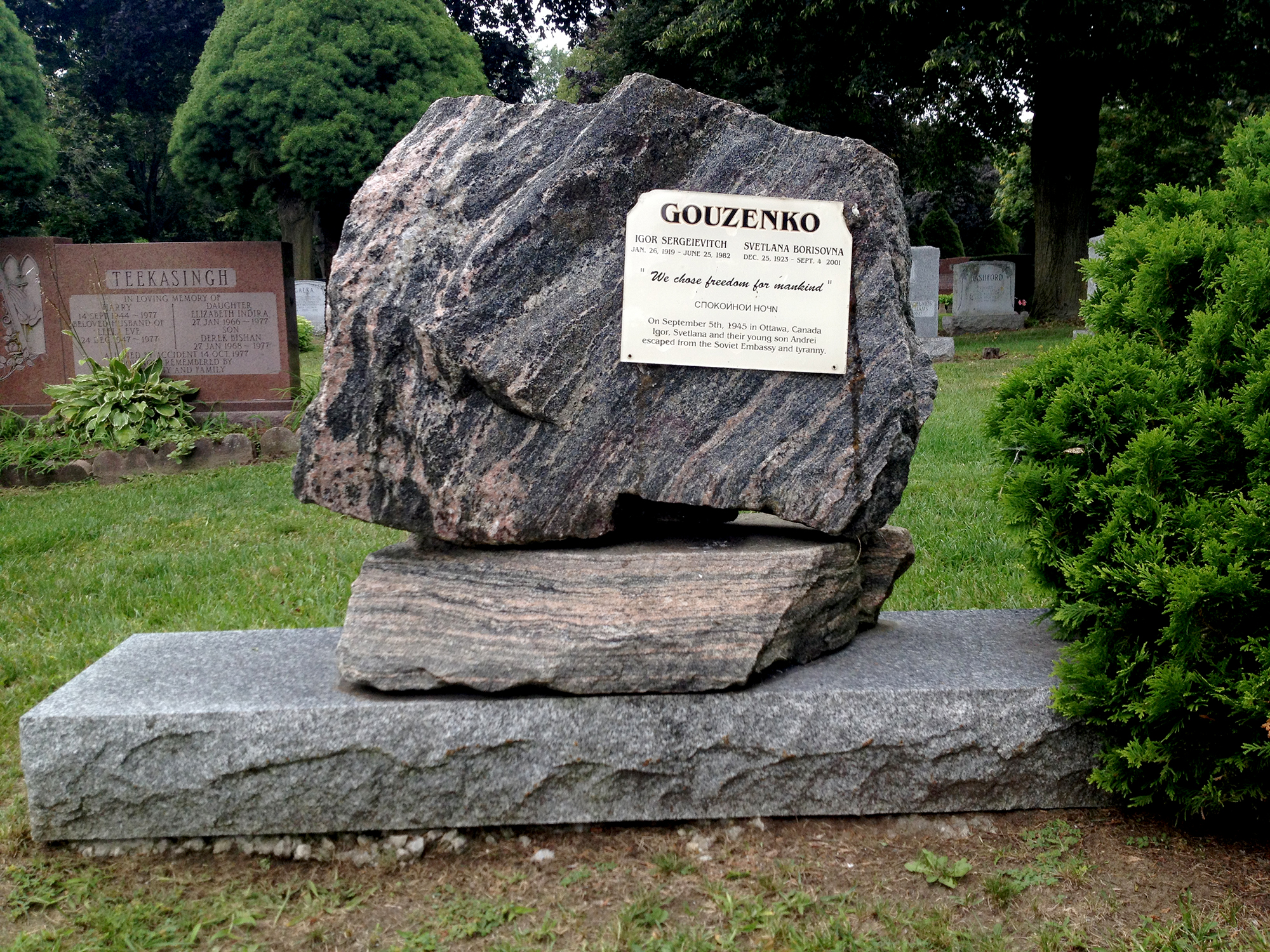
La tomba di Igor Gouzenko nel cimitero Spring Creek a Mississauga, Ontario, Canada

Gouzenko morì di infarto nel 1982 a Mississauga. Svetlana morì nel settembre 2001 e fu sepolta accanto a lui. La loro tomba non ebbe nessun contrassegno fino al 2002, quando i membri della famiglia eressero una lapide.
Nel 2002 il ministro federale del Patrimonio Sheila Coppa designò "The Gouzenko Affair (1945-1946)" evento di importanza storica nazionale. Nel giugno 2003 la città di Ottawa e nell'aprile 2004 il governo federale canadese eressero delle targhe commemorative a Dundonald Park per commemorare il disertore sovietico. Era stato da questo parco che la polizia di Ottawa e gli agenti dell'RCMP avevano monitorato l'appartamento di Gouzenko dall'altra parte di Somerset Street la notte in cui gli uomini dell'ambasciata sovietica erano venuti a cercare Gouzenko. La storia delle pressioni che furono fatte sui due governi per svelare le targhe storiche è raccontata nel libro Remembering Gouzenko: The Struggle to Honor a Cold War Hero di Andrew Kavchak (2019).

### Cultura di massa
La storia dell'affare Gouzenko è stata trasformata nel film Il sipario di ferro nel 1948, diretto da William A. Wellman, con la sceneggiatura di Milton Krims, e interpretato da Dana Andrews e Gene Tierney nei panni di Igor e Anna Gouzenko, prodotto dalla Twentieth Century Fox. L'uscita del film fu accompagnata dalle critiche dell'URSS. Il 21 febbraio 1948, il quotidiano di propaganda Culture and Life pubblicò un articolo critico di Ilya Ehrenburg.
Un'altra versione cinematografica dell'affare Gouzenko fu realizzata come Operazione caccia all'uomo nel 1954, diretta da Jack Alexander, con la sceneggiatura di Paul Monash, e interpretata da Harry Townes e Irja Jensen, distribuita dalla United Artists.